# Azumah Nelson
Pour les articles homonymes, voir Nelson.
Azumah Nelson est un boxeur ghanéen né le 19 septembre 1958 à Accra.

## Carrière
Azumah Nelson est médaillé d'or aux Jeux africains d'Alger en 1978 ainsi qu'aux Jeux du Commonwealth d'Edmonton en 1978 dans la catégorie des poids plumes.
Passé professionnel en 1979, il remporte ses 13 premiers combats dont 10 par KO puis dispute le premier championnat du monde de sa carrière le 21 juillet 1982 à New-York contre le champion WBC des poids plumes, le mexicain Salvador Sanchez. Il subit à cette occasion sa première défaite par KO technique dans la 15e et dernière reprise mais devient champion du monde des poids plumes WBC le 8 décembre 1984 en battant par KO à la 11e reprise Wilfredo Gómez. Nelson laisse son titre vacant après une 6e défense victorieuse face à Marcos Villasana le 29 août 1987 puis remporte celui des super-plumes WBC le 29 février 1988 aux dépens du boxeur mexicain Mario Martinez.
Malgré une défaite aux points le 19 mai 1990 face à Pernell Whitaker dans sa tentative de conquête des titres WBC et IBF des poids légers, Azumah Nelson conserve sa ceinture des super-plumes jusqu'au 7 mai 1994, date à laquelle il est battu par Jesse James Leija.
Il réussit toutefois son retour l'année suivante en remportant une 2e fois cette ceinture contre Gabriel Ruelas le 1er décembre 1995 (par arrêt de l'arbitre à la 5e reprise) avant d'en être définitivement dépossédé le 22 mars 1997 (défaite aux points face à Genaro Hernandez).

## Distinctions
- Azumah Nelson est membre de l'International Boxing Hall of Fame depuis 2004.
- Sa victoire face à Jeff Fenech le 1er mars 1992 est élue surprise de l'année par Ring Magazine.